# توم كامبل (لاعب كريكت)
توم كامبل (9 فبراير 1882 - 5 أكتوبر 1924) (بالإنجليزية: Tom Campbell)‏ هو لاعب كريكت جنوب أفريقي. شارك مع منتخب جنوب أفريقيا الوطني للكريكت.

## وصلات خارجية
- توم كامبل على موقع إي آس بي آن كريك إنفو (الإنجليزية)